# Eostegana ortalidoides
Eostegana ortalidoides är en tvåvingeart som först beskrevs av Walker 1864.  Eostegana ortalidoides ingår i släktet Eostegana och familjen daggflugor. Inga underarter finns listade i Catalogue of Life.